# Fristaten Preussen
Fristaten Preussen (tysk: Freistaat Preußen) var en tysk stat i Weimarrepublikken (1918–1933), en periode i mellemkrigstiden da Tyskland havde en svag demokratisk forfatning, og i lighed med i dag var organiseret som en forbundsstat. Preussen var efter 1. verdenskrig den største stat i Tyskland med omkring 62 % af både territorium og befolkning. I 1925 havde Preussen et areal på 292.695,36 km2 og en befolkning på 38.175.986 indbyggere.

## Historie
Efter det tyske nederlag i 1. verdenskrig og den påfølgende novemberrevolution med Vilhelm 2.s abdikation som konge af Preussen og kejser af Det tyske rige, blev kongeriget Preussen opløst den 9. november 1918. I stedet kom en republik, Fristaten Preussen, som i 1920 fik en demokratisk, parlamentarisk forfatning. Regeringsmagten havde hovedsagelig den såkaldte Weimarkoalition, som bestod af det socialdemokratiske SPD, det katolske Deutsche Zentrumspartei og det liberale Deutsche Demokratische Partei. Det national-liberale Deutsche Volkspartei havde tidvis også regeringsmagten. Med nogen korte afbrydelser havde socialdemokraterne ministerpræsidenten med Paul Hirsch og Otto Braun, og med de socialdemokratiske indenrigsministre Carl Severing og Albert Grzesinski blev både forvaltningen og politistyrkerne reformerede i henhold til republikkens demokratiske idéer.
Preussens demokratiske institutioner blev sat ud af spil under det såkaldte Preußenschlag den 20. juli 1932, da Rigspræsident Paul von Hindenburg udstedte et krisedekret, hvor han ved at påberåbe sig artikel 48 i Weimarforfatningen opløste den preussiske regering. Med Adolf Hitlers magtovertagelse mistede fristaten sin selvstændige rolle og blev en del af den tyske rigspolitik. Selv om fristaten de facto ophørte med at eksistere under nationalsocialismen og det tredje rige,fandtes der i perioden 11. april 1933 - 23. april 1945 formelt set en preussisk regering med Hermann Göring som ministerpræsident.
Efter 2. verdenskrig forsøgte den afsatte ministerpræsident Otto Braun forgæves at overtale USA til at støtte en geninnsættelse af den legale preussiske regering. De allierede var ikke interesserede, og ved Kontrollratsgesetz Nr. 46 af 25. februar 1947 blev Fristaten Preussen og alle dens provinser besluttet opløste. Den 31. marts 1947 ophørte staten med at eksistere de jure. Den vestlige del havnede dels i Vesttyskland, dels i DDR, den østlige del i Polen og Litauen, og enklaven Königsberg blev til det sovjetiske Kaliningrad.

## Opbygning
Fristaten Preussen omfattede efter 1922 tolv provinser samt rigshovedstaden Berlin, hvis status svarede til en provins:
- Brandenburg
- Grenzmark Posen-Westpreussen
- Hannover
- Hessen-Nassau
- Østpreussen
- Pommern
- Rhinprovinsen
- Sachsen
- Øvre Schlesien
- Nedre Schlesien
- Slesvig-Holsten
- Westfalen

samt som del af Rhinprovinsen
- Hohenzollernske Lande